# Cosmophasis
Cosmophasis é um gênero de aranhas da família Salticidae (aranhas saltadoras). Eles são predominantemente do Sudeste Asiático, enquanto algumas espécies ocorrem na África e na Austrália. Embora a maioria das espécies imite mais ou menos as formigas, também existem espécies coloridas que seguem uma estratégia diferente.
C. bitaeniata usa mimetismo químico para ser aceita pela espécie agressiva de formigas tecelãs Oecophylla smaragdina.

## Descrição
As espécies deste gênero medem de 3,80 a 8,00 mm de comprimento. Os cefalotórax são em forma de pêra (para alguns machos) ou retangulares.